# 内耳神経

1：前庭神経 nervus vestibularis、2：蝸牛神経 nervus cochlearis、3：顔面神経 nervus intermediofacialis、4：膝神経節 ganglion geniculi、5：鼓索神経 chorda tympani、6：蝸牛管 cochlea、7：半規管 ductus semicirculares、8：槌骨 malleus、9：鼓膜 membrana tympani、10：耳管 tuba auditiva

内耳神経（ないじしんけい、vestibulocochlear nerve）は、12対ある脳神経の一つで、第VIII脳神経、前庭蝸牛神経、聴神経（auditory nerve）とも呼ばれる。前庭から起こる前庭神経と蝸牛から起こる蝸牛神経が合流したもので、延髄から橋にかけて広がる前庭神経核と蝸牛神経核を通り、前庭覚（平衡覚）と聴覚を伝える。

## 解剖

橋下部の横断面。前庭神経核は外側、小脳脚の近くにある。

蝸牛には無数の蝸牛神経節（らせん神経節）がらせん状に並んでいる。これらはコルチ器（ラセン器）が音を感知して発した信号を集める部分であって、それぞれが内耳神経の蝸牛根と呼ばれる線維束を出している。蝸牛根は内耳道の中で一本にまとまって蝸牛神経となる。蝸牛神経は橋と延髄の境目あたりにある蝸牛神経核で中継される。節後線維は交叉して対側の外側毛帯となり、中脳の下丘を通って大脳皮質に向かう。
半規管の膨大部と卵形嚢斑、球形嚢斑は体の傾きや回転を感知する。これらの場所から出た線維は前庭神経節に集まり、前庭神経となって蝸牛神経とともに内耳道を通り、脳幹に入る。内耳神経という名前は前庭神経と蝸牛神経が合流して内耳道を通る部分を指す。前庭神経は上行枝と下行枝に分かれて、橋と延髄の境目あたりにある前庭神経核で中継されるほか、一部の線維は中継されることなく下小脳脚を通って小脳に入る。前庭神経核から出た線維は脊髄、小脳、または外眼筋を支配する核（動眼神経核、エディンガー・ウェストファル核など）に向かう。

## 機能
蝸牛神経は聴覚を、前庭神経は前庭覚すなわち平衡の感覚を伝える。
前庭神経核から脊髄に向かう経路は前庭脊髄路と呼ばれ、錐体外路性運動系の一部として重要な役割を果たしている。すなわち、前庭覚が大脳皮質経由ではなく直接運動神経に伝わることで、体が傾くことなくスムーズに運動できるのである。言い換えれば、やや雑な表現になるが、「体が傾いたから修正しよう」と考えなくても前庭脊髄路の働きで「無意識に」微妙な運動調節が起こって平衡を保てる。
前庭神経核から外眼筋を支配する核に入った線維は、頭が動いたときに眼球を反対方向に動かして、視線が同じ物に向いていられるようにする役割がある。この極端な例として、眼球頭反射または人形の目現象と呼ばれる反射がある。これは人の頭を他人が急に無理矢理違う方へ向かせたとき、動かされた人の眼球が元の向きに残るというものである。また、外耳道に大量の冷水を注ぎ込むと眼球が刺激と反対側に向く（温水では刺激側を向く）反射も前庭神経によるとされ、前庭反射と呼ばれている。

## 異常所見
難聴は蝸牛神経の異常による場合がある。このとき高い音が聞こえにくくなることが多い。外耳道または中耳に異常があって音が蝸牛まで伝わっていない場合は、低い音が聞こえにくくなる場合が多い。耳鳴りは蝸牛神経に原因がある場合高い音のことが多く、音を伝える機構に原因がある場合低い音のことが多い。このほか、聴覚の異常を見る検査にリンネ試験、ウェーバー試験がある。
前庭反射が現れないときは前庭神経の異常が疑われる。これは脳死判定にも利用されている。(温度眼振検査[caloric test])ただし脳死判定で行う試験は、30度ほどの水を使う普通の検査と違い、氷水を使う。眼球が刺激側に向くのが正常の所見で、刺激に反応する眼球運動が少しでも見られれば脳幹の機能は残っていると見なされる。

## 副作用
アミノグリコシド系抗生物質（ストレプトマイシンなど）における薬物有害反応（副作用）の一つとして第VIII脳神経の障害が知られている。